# Transition Metal Chemistry
Transition Metal Chemistry, abgekürzt Transit. Met. Chem., ist eine wissenschaftliche Fachzeitschrift, die vom Springer-Verlag veröffentlicht wird. Die erste Ausgabe erschien im Jahr 1975. Derzeit erscheint sie mit acht Ausgaben im Jahr. Es werden Arbeiten veröffentlicht, die sich mit der Chemie von Übergangsmetallen beschäftigen.
Der Impact Factor lag für das Jahr 2020 bei 1,588. Nach der Statistik des ISI Web of Knowledge wird das Journal mit diesem Impact Factor in der Kategorie anorganische Chemie an 27. Stelle von 44 Zeitschriften geführt.